# Al-Nourpartiet
al-Nourpartiet (arabiska: حزب النور, Hizb al-Nour), Ljusets parti, är ett salafistiskt parti i Egypten som skapades efter 2011 års revolution.
Partledare var Emad Abdel Ghaffour från juni 2011 till september 2012 då han stängdes av av partiets högsta kommitté. Efter att kort därefter ha återvalts avgick han frivilligt för att bilda ett eget parti.

## Historia
Salafisterna i Egypten hade tidigare vägrat att delta i det parlamentariska systemet då det ansågs som oislamiskt. Detta var i motsats till det mer moderata konservativa Muslimska brödraskapet som aktivt försökte få medlemmar valda trots förföljelser under Hosni Mubaraks styre. För det mesta var salafisternas aktiviteter koncentrerade till Alexandria.
När De väpnade styrkornas högsta råd, militäradministrationen som tog över regeringsmakten i Egypten efter revolutionen 2011, tillät skapandet av oberoende politiska partier grundade ett av landets största salafistiska organisationer Al-Da‘wa Al-Salafiyya ett eget parti, al-Nour. Salafisterna var sent ute att öppet stödja det folkliga upproret då de menade att "amerikanerna skulle ha beordrat Mubarak att massakrera dem alla." Snabbt därefter började man dock sikta in sig på att aktivt delta i den politiska processen, inklusive eventuella parlamentsval, och vann snabbt folkligt stöd.
I det egyptiska parlamentsvalet år 2011 vann Islamistiska blocket, den valallians som al-Nourpartiet deltog i, sammanlagt 123 mandat i Folkförsamlingen. Av dessa tillhör 111 mandat al-Nourpartiet.

## Politisk plattform
al-Nour driver en ultrakonservativ, islamistisk politik och vill införa en strikt tolkning av Sharialagar i Egypten likt lagstiftningen i Saudiarabien. Man vill att islam i dess striktaste form ska vara grunden till lagstiftning och statsapparat men har i sitt partiprogram konstaterat att kristna ska få ha egen lagstiftning för inre angelägenheter.
Gällande utrikespolitiken har man å ena sidan sagt att man vill bevara fredsavtalet från 1979 med Israel, men man har också förklarat sig motståndare till normalisering av de diplomatiska relationerna mellan Egypten och Israel.
Inledningsvis var man inte emot att Egypten tog ett lån från Internationella valutafonden trots att ränta anses vara förbjudet enligt traditionell islam. I februari 2013 ändrade man dock åsikt och menade att ett sådant lån krävde ett godkännande från ansedda teologer från det inflytelserika al-Azharuniversitetet i Kairo.